# Silly-le-Long
Silly-le-Long ist eine französische Gemeinde mit 1.206 Einwohnern (Stand: 1. Januar 2022) im Département Oise in der Region Hauts-de-France (vor 2016: Picardie); sie gehört zum Arrondissement Senlis und zum Kanton Nanteuil-le-Haudouin. 

## Geographie
Silly-le-Long liegt etwa 43 Kilometer nordöstlich von Paris. Umgeben wird Silly-le-Long von den Nachbargemeinden Nanteuil-le-Haudouin im Norden und Nordosten, Ognes im Osten, Oissery im Süden und Südosten, Saint-Pathus im Süden, Le Plessis-Belleville im Westen und Südwesten sowie Montagny-Sainte-Félicité im Nordwesten.
Durch die Gemeinde führt die Route nationale 2.

## Bevölkerungsentwicklung
| Jahr                      | 1962 | 1968 | 1975 | 1982 | 1990 | 1999 | 2006 | 2013 |
| Einwohner                 | 632  | 589  | 629  | 738  | 909  | 1105 | 1135 | 1186 |
| Quelle: Cassini und INSEE |      |      |      |      |      |      |      |      |

## Sehenswürdigkeiten
Siehe auch: Liste der Monuments historiques in Silly-le-Long
- Kirche Saint-Pierre-Saint-Paul aus dem 12./13. Jahrhundert, Monument historique seit 2001